# Tom Thacker
Thomas Arnold Thacker (11 april 1973), bijgenaamd Brown Tom, is een Canadese muzikant. Hij is de leadgitarist, leadzanger en medeoprichter van de Canadese punkrockgroep Gob en gitarist bij Sum 41.

## Carrière

### Gob (1993-heden)
Thacker is een van de zangers en gitaristen van de punkrockband Gob. Hij vormde de groep met Theo Goutzinakis, Wolfman Pat Integrity op drums en Kelly Macaulay op bas. In 1994 brachten ze hun titelloze EP uit. Sinds de ondertekening van een deal met Nettwerk en EMI heeft de groep zes studioalbums uitgebracht. De huidige bassist Steven Fairweather en drummer Gabe Mantle voegden zich bij later Gob.

### Sum 41 (2006-heden)
Eind 2006 trad Thacker toe tot Sum 41 als touring-gitarist, ter vervanging van voormalig gitarist Dave Baksh die de groep had verlaten op 11 mei 2006. Hij speelt ook keyboards en zorgt voor backing vocals.
Op 26 juni 2009 maakte Sum 41-frontman Deryck Whibley in een chat op de website AbsolutePunk duidelijk dat Thacker nu een officieel lid van de band was en niet alleen een touringlid.  Op 20 juli 2009 meldde Steve Jocz van Sum 41 op hun officiële website dat Thacker zal meewerken aan het komende Sum 41 album. 
Zelfs nadat Dave Baksh in 2015 weer bij Sum 41 kwam, is Thacker bij de groep gebleven, waardoor ze zijn uitgebreid tot een vijftal.
Thacker speelde mee op drie studioalbums van Sum 41.

### Andere muzikale projecten
Onder de naam Tommy speelde Thacker drums in de Canadese poppunk The McRackins voor hun album uit 1995 What Came First?. Hij werkte ook mee aan hun album Comicbooks en Bubblegum uit 1999.
In 2013 speelde Thacker twee optredens met The Offspring als vervanger voor Todd Morse. In juli en augustus 2017 toerde hij opnieuw met The Offspring als vervanger voor Noodles.